# فرهیون، شهرستان آنا آروندل، مریلند
فرهیون (به انگلیسی: Fairhaven) یک منطقهٔ مسکونی در ایالات متحده آمریکا است که در شهرستان آنا آروندل، مریلند واقع شده‌است.